# Alan
Alan település Franciaországban, Haute-Garonne megyében. Lakosainak száma 289 fő (2022. január 1.). Alan Bachas, Aurignac, Benque, Le Fréchet, Marignac-Laspeyres, Montoulieu-Saint-Bernard és Terrebasse községekkel határos.

## Népesség
A település népességének változása:
| Lakosok száma | 306  | 228  | 276  | 304  | 311  | 321  | 315  | 296  | 291  | 289  |
|               | 1962 | 1975 | 1990 | 2006 | 2011 | 2013 | 2016 | 2018 | 2020 | 2022 |